# Ana de Mowbray
Ana de Mowbray (inglés: Anne de Mowbray; 10 de diciembre de 1472–19 de noviembre de 1481) fue la octava Duquesa de Norfolk y después Duquesa de York. Era hija de John de Mowbray, cuarto duque de Norfolk, y Elizabeth Talbot. Fue esposa de Ricardo de Shrewsbury, primer duque de York, uno de los príncipes de la Torre.

## Biografía
Ana nació en el Castillo de Framlingham en Suffolk. Fue la única hija superviviente de John de Mowbray, cuarto duque de Norfolk y Elizabeth de Mowbray, duquesa de Norfolk. Sus abuelos maternos eran John Talbot, 1.er Conde de Shrewsbury y su segunda esposa, lady Margarita Beauchamp. La muerte de su padre en 1476 dejó a Anna una rica herencia.

## Matrimonio
El 15 de enero de 1478, se casó en la capilla de San Esteban del palacio de Westminster con Ricardo de Shrewsbury, primer duque de York, de cuatro años de edad, hijo menor de Eduardo IV y de Isabel Woodville.

## Muerte y herencia
Ana murió en Greenwich, casi dos años antes de que su marido desapareciera en la Torre de Londres con su hermano mayor, Eduardo V.
A su muerte, sus herederos normalmente hubieran sido sus primos Guillermo, vizconde Berkeley y John, Lord Howard, pero por una ley del Parlamento en enero de 1483 los derechos fueron dados a su marido Ricardo, con reversión a sus descendientes y, en su defecto, a los descendientes de su padre Eduardo IV. Esta acción pudo ser una motivación para el apoyo a la adhesión de Lord Howard a Ricardo III. Fue nombrado duque de Norfolk y se le dio su mitad de los bienes Mowbray después de la coronación.